# St. Vincent (film)
St. Vincent è un film del 2014 scritto e diretto da Theodore Melfi con Bill Murray, Melissa McCarthy, Naomi Watts e Chris O'Dowd.

## Trama
Maggie, mamma single che lavora come tecnico della TAC, si trasferisce assieme al figlio adottivo Oliver dopo che l'ex-marito, che l'ha tradita numerose volte, chiede il divorzio e l'affidamento del ragazzino. Il loro nuovo vicino di casa è l'indolente e indisponente Vincent MacKenna, un anziano reduce di guerra, accanito fumatore e dedito all'alcol e al gioco d'azzardo; l'uomo vive totalmente isolato, in una vecchia casa sporca e dal giardino trascurato; gli unici contatti che ha sono il suo gatto e Daka, una prostituta russa incinta che si reca da lui molto spesso. Maggie fatica molto sul nuovo posto di lavoro e spesso è costretta a svolgere dei turni massacranti che la costringono a rincasare molto tardi.
A scuola Oliver, che è piuttosto gracile rispetto alla media, viene preso di mira dai bulli, che lo derubano delle sue cose; privo delle chiavi di casa, decide di chiedere aiuto a Vincent, il quale, dapprima riluttante, lo accoglie in casa. Maggie, assorbita totalmente dal lavoro, chiede all'uomo di occuparsi del figlio dopo la scuola. L'uomo, inizialmente non entusiasta, accetta in cambio di una retribuzione giornaliera: Vincent ha infatti un disperato bisogno di denaro, per tentare di pagare i numerosi debiti che ha: di gioco, con la banca e con la casa di riposo dove si trova la moglie, malata di Alzheimer; inoltre Vincent aiuta anche Daka con le spese relative agli esami per la gravidanza. Con il passare del tempo, Vincent e Oliver diventano buoni amici: l'uomo, che insegna anche al bambino a difendersi, comincia a portarlo con sé al bar che frequenta, a trovare sua moglie alla casa di riposo e all'ippodromo, dove i due vincono una discreta somma, che Vincent impiegherà per saldare il suo debito con la banca, estinguere il proprio conto e aprire un libretto di risparmio per Oliver.
Le cose sembrano essersi messe meglio per Vincent dopo l'arrivo di Oliver, ma i problemi sono in agguato: Vincent viene contattato dalla casa di riposo, che gli comunica che se non verserà i soldi delle rette dovranno espellere la moglie. Vincent decide così di prelevare gli ultimi soldi rimasti, cioè quelli sul conto di Oliver, per puntarli alle corse, ma perde tutto. Tornato a casa, l'uomo trova una brutta sorpresa: due uomini si sono introdotti a casa sua; si tratta di due scagnozzi inviati da un creditore a cui Vincent deve dei soldi. Quando uno dei due sta per pestarlo, Vincent ha un ictus e cade a terra. I due delinquenti si dileguano e sarà Oliver a trovarlo, chiamando immediatamente i soccorsi. Vincent viene così trasportato d'urgenza all'ospedale. Durante la sua riabilitazione, lunga e faticosa, l'uomo, che deve imparare nuovamente a camminare e a parlare, è confortato da Oliver, Maggie e Daka. Non appena si è ristabilito, Vincent viene riaccompagnato a casa da Daka, che vi si è trasferita, ripulendola dallo sporco e dall'incuria.
Vincent apprende dalla segreteria telefonica che, mentre era in ospedale, sua moglie è morta. Dopo essersi recato alla struttura per ritirare gli effetti personali della moglie e le sue ceneri, l'uomo viene preso dallo sconforto e comincia ad allontanare sia Oliver che Maggie. Una sera Oliver vede che Vincent sta buttando via dei grossi sacchi di spazzatura; quando li esamina, scopre che l'uomo ha gettato via gran parte dei ricordi della propria vita e di quella della moglie. Oliver li raccoglie e comincia ad intervistare le persone che conoscono Vincent, compresa Daka; quest'ultima riesce a farlo assistere alla rappresentazione scolastica del ragazzino, dove questi, nell'ambito di un compito in cui bisogna paragonare un santo a una persona conosciuta, espone al pubblico la storia del suo amico, imperfetto, ma al contempo persona generosa e di buon cuore. Daka darà alla luce una bambina e, assieme a Maggie, Vincent e Oliver, i cinque metteranno su un'atipica ma unita famiglia allargata.

## Produzione
La sceneggiatura è stata scritta nel 2011 da Theodore Melfi e fu inserita nella Black List di Hollywood tra le migliori sceneggiature non ancora prodotte.
Per il ruolo di Vincent era stato inizialmente scelto Jack Nicholson, ma Bill Murray prese il suo posto nel 2012. Successivamente si unirono al cast Melissa McCarthy, Chris O'Dowd, Naomi Watts e Scott Adsit.
Il budget del film è stato di circa 13 milioni di dollari, mentre le riprese sono iniziate nel luglio del 2013 a Brooklyn e nel Belmont Park di Elmont, New York.

## Distribuzione
Il primo trailer del film in lingua inglese è stato pubblicato il 1º luglio 2014, mentre quello in italiano il 10 ottobre.
Il film ha avuto la sua prima mondiale durante il Toronto International Film Festival del 2014, dove è arrivato secondo al People's Choice Award. La pellicola è stata distribuita nelle sale americane il 24 ottobre 2014, mentre in quelle italiane il 18 dicembre 2014.
Il film ha incassato 54.8 milioni di dollari

## Premi e riconoscimenti
- 2015 - Golden Globe
  - Nomination Miglior film commedia o musicale
  - Nomination Miglior attore in un film commedia o musicale a Bill Murray
- 2015 - Screen Actors Guild Award
  - Nomination Miglior attrice non protagonista a Naomi Watts
- 2015 - Phoenix Film Critics Society Awards
  - Nomination Miglior attore debuttante a Jaeden Lieberher
- 2014 - Toronto Film Festival
  - Nomination People's Choice Award
- 2014 - Chicago International Film Festival
  - Nomination Audience Choice Award
- 2014 - Las Vegas Film Critics Society
  - Nomination Youth in Film a Jaeden Lieberher
- 2014 - St. Louis Gateway Film Critics Association Awards
  - Nomination Miglior commedia